# Baron Zemo
Le Baron Zemo est le nom de deux super-vilains successifs évoluant dans l'univers Marvel de la maison d'édition Marvel Comics :  
- le docteur Heinrich Zemo, le père, créé par le scénariste Stan Lee et le dessinateur Jack Kirby, qui apparaît pour la première fois dans le comic book The Avengers #4 en mars 1964 ;
- son fils, Helmut J. Zemo, créé par le scénariste Tony Isabella et le dessinateur Sal Buscema, qui apparaît pour la première fois dans le comic book Captain America #168 en décembre 1973.

En 2009, le site web IGN classe le personnage du Baron Helmut Zemo à la 40e place de sa liste des « Greatest Comic Book Villain of All Time ».

## Heinrich Zemo
Douzième baron de la lignée, le sadique Heinrich Zemo était un scientifique allemand du parti nazi qui combattit le héros Captain America durant la Seconde Guerre mondiale.
Zemo créa plusieurs armes de destruction massive pour Hitler dont un canon laser mortel, un pistolet désintégrant et une version miniature du rayon de la mort. Il testa ses inventions sur des prisonniers et des civils. L'un de ses tests eut pour cible une petite ville allemande, ce qui causa plusieurs centaines de victimes.
Les Commandos Hurlants de Nick Fury exposèrent ses actions, et Zemo devint un des hommes les plus détestés au monde, même par ses compatriotes. Pour échapper à leur colère, il commença à porter un masque cachant son identité.
Lors d'un affrontement avec Captain America, Zemo eut le visage et son masque recouvert par une de ses inventions, l'« Adhésif X », une colle parfaite ne pouvant être dissoute. L'Adhésif X souda le masque de Zemo à son visage, le rendant incapable de le retirer : bien qu'il fût toujours capable de respirer, parler et voir, Zemo ne pouvait plus manger et était contraint de se nourrir par injection intraveineuse. Il s'en remit rapidement, mais l'incapacité de retirer son masque le rendit fou. Il devint obsédé par Captain America et devint même un agent de terrain, rival de Crâne rouge, menant ses troupes contre les Alliés.
Vers la fin de la guerre, Captain America et Bucky sont capturés, et (apparemment) tués dans l'explosion d'un drone expérimental doté d'une bombe créé par Zemo, dirigé vers les États-Unis, alors que les deux héros tentaient de le désamorcer. Tandis que le Reich vivait ses derniers jours, Zemo s'exile secrètement en Amérique du Sud. Père cruel, il abandonne sa femme et son jeune fils, Helmut.
Les années passant, Zemo apprit dans les années 1960 le retour de Captain America au sein de l'équipe des Vengeurs. Il forma alors le groupe des Maîtres du mal afin de défier l'équipe des héros. Durant le combat final, Zemo, alors un vieil homme, se retrouva dans un duel face à Steve Rogers (Captain America) et perdit la vie, écrasé par une avalanche.

## Helmut Zemo
Treizième baron de la lignée, Helmut Zemo suivit les idées de son père Heinrich sur l'existence d'une race supérieure. Il grandit à Leipzig et devint un brillant ingénieur.
Souhaitant venger la mort de son père, il utilisa sa fortune pour reprendre ses inventions, prit l'identité du Phénix et captura Steve Rogers (Captain America). Mais ce dernier se libéra et fit tomber le criminel dans une cuve d'« Adhésif X » bouillante. Zemo survécut à la chute mais, comme il ne portait pas de masque le produit le défigura, donnant à son visage un aspect de latex fondu.
Helmut Zemo refit surface quelques années après, reprenant le titre de son père et s'associant avec un autre nazi, le savant criminel Arnim Zola, puis avec le mercenaire français Batroc. Il affronta plusieurs fois le Captain et forma sa propre version de l'équipe des Maîtres du mal (la quatrième), sans succès.

### Les Thunderbolts
Quand les super-héros de l’univers Marvel disparurent pendant le crossover Onslaught, le baron Zemo organisa une nouvelle équipe de Maîtres du mal, mais eut l'idée de leur faire revêtir des identités de héros, les Thunderbolts.
Il se fit appeler Citizen V (en) (pure ironie, car son père Heinrich avait assassiné le héros américain Citizen V pendant la Seconde Guerre mondiale). Son but était de s'emparer du monde en faisant passer son équipe pour des super-héros dignes de confiance, devenant en quelques mois très populaires.
Au retour des héros, les Thunderbolts se réfugièrent dans une station orbitale secrète, Helmut travaillant sur sa conquête mondiale par le biais d'un contrôle mental. Il fut tué par le nouveau Scourge mais, ayant prévu sa mort, son esprit fut transféré dans le corps du jeune comateux John Watkins III, le petit-fils du premier Citizen V.
Zemo reprit le rôle d'un jeune héros, menant le V-Bataillon, jusqu'à un combat contre Graviton au cours duquel sa conscience fut transférée électroniquement dans le matériel de son allié, le Fixer.

## Les autres Barons Zemo
- Harbin Zemo : le premier Baron Zemo dans les années 1400[2].
- Hademar Zemo : le second Baron Zemo, fils de Harbin Zemo et le plus avide des Zemo[3].
- Heller Zemo : le 3e Baron Zemo, fils de Hademar Zemo[3].
- Herbert Zemo : 4e Baron, fils de Heller Zemo. Il sera assassiné par ses propres généraux[4].
- Helmuth Zemo : il est le 5e Baron et le fils de Herbet Zemo. Il est tué par un Helmut Zemo ayant voyagé dans le temps[4].
- Hackett Zemo : 6e Baron Zemo et fils de Helmuth Zemo[4].
- Hartwig Zemo : 7e Baron Zemo et fils de Hackett Zemo[4].
- Hilliard Zemo : 8e Baron Zemo et fils de Hartwig Zemo[4].
- Hoffman Zemo : 9e Baron Zemo et fils de Hilliard Zemo[5].
- Hobart Zemo : 10e Baron Zemo et fils de Hoffman Zemo[5].
- Herman Zemo : 11e Baron Zemo et fils de Hobart Zemo[5].

## Apparitions dans d'autres médias
Sauf indication contraire, les informations mentionnées dans cette section peuvent être confirmées par la base de données cinématographiques IMDb,  présente dans la section « Liens externes ».

### Cinéma

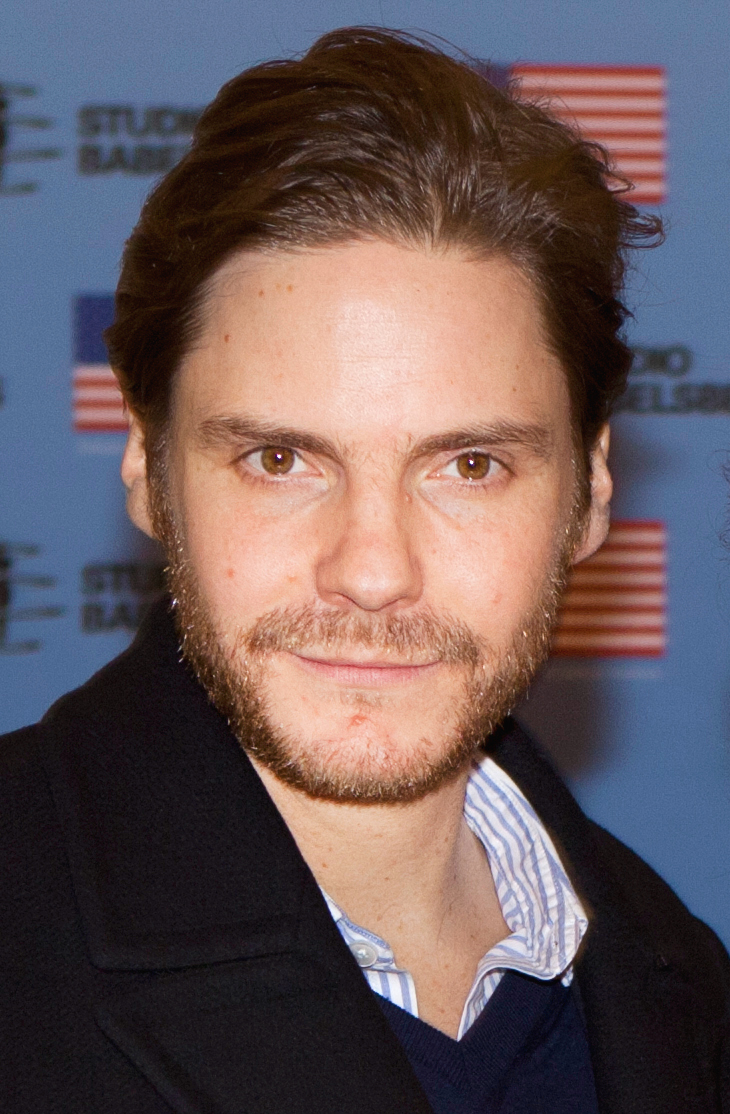
L'acteur Daniel Brühl incarne le personnage d'Helmut Zemo dans l'univers cinématographique Marvel.

L'acteur allemand Daniel Brühl incarne Le personnage dans l'univers cinématographique Marvel :
- 2016 : Captain America: Civil War réalisé par Anthony et Joe Russo

Zemo est un militaire originaire de Sokovie ayant perdu toute sa famille lors de la bataille entre les Avengers et Ultron. Il décide alors de se venger d'eux en les poussant à s'entretuer. Il trouve la solution en la personne du Soldat de l'hiver, ami de Captain America qui assassina en 1991 les parents de Tony Stark.
- 2021 : Falcon et le Soldat de l'Hiver (série Disney+)

À la recherche d'un nouveau sérum du super soldat, Bucky fait évader Zemo de la prison berlinoise où il est détenu, pour qu'il les aide lui et Sam à trouver des pistes. Au cours de l'enquête, Helmut révèle qu'en plus de son passé de militaire, sa famille était liée à la royauté sokovienne avant que le pays soit détruit, qu'il détient le titre de Baron et qu'il est extrêmement riche. Zemo aide Barnes et Wilson à remonter le réseau des Flag-Smashers depuis l'archipel de Madripoor (en), et, parvient à détruire les doses du nouveau super-sérum à Riga. Après son évasion, il est de nouveau capturé et envoyé au Raft par les Dora Milaje.

### Télévision
- années 1960 : The Marvel Super Heroes et Captain America
- 2010-2012 : Avengers : L'équipe des super-héros (série d'animation)
- 2016 : Avengers Rassemblement (série d'animation)

### Jeux vidéo
- Le Baron Zemo apparaît dans le jeu vidéo Iron Man and X-O Manowar in Heavy Metal (1996).
- Heinrich Zemo apparaît dans le jeu vidéo Captain America : Super Soldat (2011), dans lequel il communique avec les personnages de Crâne rouge et d'Arnim Zola.